# Dragonfly (glazbeni sastav)
Dragonfly je hrvatski rock sastav iz Zagreba. Pobjednik je Dore 2007. u suradnji s Dadom Topićem, s pjesmom "Vjerujem u ljubav", te je zastupao Hrvatsku na Eurosongu u Helsinkiju, gdje nije uspio izboriti finale.

## Članovi sastava
- Drago Vidaković
- Branko Kužnar - Žan
- Branko Badanjak
- Iva Gluhak

## Diskografija
Studijski albumi
- "Hypo Summer Tour" (2004.)

## Zanimljivosti
- Grupa je osnovana prije desetak godina na inicijativu Žana i Drage Vidakovića, inače strastvenog i poznatog kolekcionara gitara.
- Neulazak Dragonflyja u finale Eurosonga je prvi put da je Hrvatska ostala bez predstavnika u završnici ovoga natjecanja.

## Poveznice
- Pjesma Eurovizije
- Dora